# Kuldesh Johal
Kuldesh Johal, angleški igralec snookerja, * 25. september 1980, Huddersfield, Anglija.

## Kariera
Johal si je priboril mesto v poklicni snooker karavani World Snooker, potem ko je zanesljivo zasedel prvo mesto na seriji turnirjev Pontins International Open, kjer je osvojil rekordnih 1070 točk na samo osmih turnirjih, od katerih je na dveh tudi zmagal. Drugouvrščenega v seriji, Petra Linesa, je pustil za sabo za 210 točk. 
V sezoni 2008/09 pa nato ni uspel pokazati iger, s katerimi je osvojil serijo PIOS, in v celotni sezoni na nobenem od turnirjev jakostne lestvice ni uspel priti dlje od tretjega kroga kvalifikacij. 